# Jack O'Neill (litterær figur)
General Jonathan "Jack" O'Neill er i sci-fi tv-serien Stargate en officer i det amerikanske luftvåben. I filmen af samme navn blev han spillet af Kurt Russell og i serien spilles han af af Richard Dean Anderson.

## Før Stargate Command
Jack blev født i Chicago og voksede op i Minnesota. Der vides ikke meget om Jacks militærtid før han kom til Stargate Command (SGC). I 1980’erne var han udstationeret mellem den iranske og irakiske grænse hvor han faldt og slog sit ben slemt. Da der ikke kom nogen og fandt ham, brugte han 9 dage på selv at finde tilbage til sin base.
Jack tilbragte 7 år i en Black-ops gruppe, og under denne tid blev han taget til fange i 4 måneder i et irakisk fængsel da en mission mislykkedes.
I sin fritid er Jack sammen med sin familie, hvor han bl.a. spiller baseball med sin søn, Charlie O'Neill, indtil en efterårsdag hvor Charlie kommer hjem fra skole og finder sin fars tjenestepistol og affyrer et vådeskud, der dræber Charlie selv. Efter denne hændelse bryder Jack mentalt ned og frasagde sig sin militære tjeneste.
En dag kom så to mænd til Jacks hus fra general Wests kontor for at indkalde ham til en tophemmelig mission, som han accepterede. Missionen gik ud på, at hvis det lykkedes dr. Daniel Jackson at åbne Stargaten, så skulle han gå gennem og se efter fjendtlige væsener. I fald han fandt nogle, skulle han sprænge Stargaten i luften med en atombombe.

## Starten af filmen
Da Daniel får åbnet Stargaten tager Jack, Daniel og nogle andre gennem Stargaten for at se hvad der er på den anden side. Der finder de en gruppe af mennesker, der bliver undertrykt af en selvudråbt gud ved navn Ra (Tydeligvis en henvisning til den eponyme egyptiske solgud Ra). Jack, Daniel og resten af holdet bliver venner med indbyggerne på Abydos, og da Ra ankommer i sit rumskib, hjælper de indbyggerne med at bekæmpe ham.

## Stargate SG-1
Da stargate-projektet bliver genåbnet et år efter Jacks mission til Abydos, tilbyder hæren Jack at være leder for SGC’s elite holdbestående af: ham selv, dr. Jackson, Samantha Carter og Teal’c. Efter Charlies død og Jacks rejse til Abydos ville Sarah, Jacks kone, ikke være sammen med ham mere og de blev skillt. 

## Stargate Atlantis
Da Atlantis-holdet tager af sted, tager dr. Elizabeth Weir med og overlader ledelsen af SGC til Jack, der så overtager Hammonds gamle plads; Hammond er derfor ikke mere medlem af SG-1 (til nogle fans' skuffelse).